# Drimycarpus
Drimycarpus is een geslacht uit de pruikenboomfamilie (Anacardiaceae). De soorten uit het geslacht komen voor van in de Himalaya tot in West-Maleisië.

## Soorten
- Drimycarpus anacardifolius C.Y.Wu & T.L.Ming
- Drimycarpus luridus (Hook.f.) Ding Hou
- Drimycarpus maximus Kochummen
- Drimycarpus racemosus (Roxb.) Hook.f. ex Marchand

... · 
Anacardium · 
Bouea · 
Buchanania · 
Cotinus · 
Mangifera · 
Pistacia (Pistache) · 
Protorhus · 
Rhus · 
Schinus · 
Sclerocarya · 
Sorindeia · 
Spondias · 
Toxicodendron · 
...